# Turbenthal
Turbenthal es una comuna suiza del cantón de Zúrich, situada en el distrito de Winterthur. Limita al norte con las comunas de Schlatt y Hofstetten bei Elgg, al este con Aadorf (TG), Bichelsee-Balterswil (TG) y Fischingen (TG), al sur y suroeste con Wila, y al oeste con Wildberg y Zell.